# Idaea repagulata
Idaea repagulata là một loài bướm đêm trong họ Geometridae.